# Torneo Clausura Primera División de Guatemala 2009
Para el Torneo Clausura 2009 de la Primera División de Guatemala se han confirmado la participación de 20 equipos.

## Mecánica del torneo
El torneo de apertura cierra la temporada 2008-2009 del fútbol profesional en Guatemala. La liga de Primera División está conformada por veinte equipos que se organizan en dos grupos de acuerdo a la región donde se ubican ya sea nororiente o suroccidente. La primera fase del torneo enfrenta entre sí a todos los equipos participantes, y avanzan a la fase final (torneo final a eliminación directa) los cuatro mejores equipos de cada grupo pasan enfrentándose contra el grupo opuesto según su clasificación en su respectivo grupo.

## Tablas de posiciones

### Grupo "A"
Posiciones finales
| Tabla de Clasificación (general) |                    |     |    |    |    |    |    |    |     |
| Pos.                             | Equipo             | PTS | JJ | JG | JE | JP | GF | GC | DG  |
| 1                                | Peñarol La Mesilla | 42  | 18 | 13 | 3  | 2  | 36 | 13 | +23 |
| 2                                | Malacateco         | 38  | 18 | 12 | 2  | 4  | 32 | 19 | +13 |
| 3                                | Juventud Retalteca | 29  | 18 | 9  | 2  | 7  | 28 | 21 | +7  |
| 4                                | Aurora             | 25  | 18 | 7  | 4  | 7  | 24 | 19 | +5  |
| 5                                | Antigua GFC        | 24  | 18 | 7  | 3  | 8  | 34 | 33 | +1  |
| 6                                | La Gomera          | 23  | 18 | 6  | 5  | 7  | 33 | 32 | +1  |
| 7                                | San Pedro          | 21  | 18 | 6  | 3  | 9  | 25 | 34 | -9  |
| 8                                | Nueva Concepción   | 20  | 18 | 6  | 2  | 10 | 21 | 34 | -13 |
| 9                                | Amatitlán          | 18  | 18 | 5  | 3  | 10 | 17 | 31 | -14 |
| 10                               | Coatepeque         | 14  | 18 | 3  | 5  | 10 | 17 | 31 | -14 |

| PTS – Puntos ; JJ - Juegos Jugados; JG - Juegos Ganados; JE - Juegos Empatados; JP - Juegos Perdidos; GA – Goles a Favor; GE – Goles en Contra; GD – Diferencia de Goles |

Actualizado el 3 de mayo de 2009. * 1a. Div. Grupo A
- Clasificados a la fase final

#### Goleadores
Posiciones finales
| Posiciones                                     | Jugador         | Club               | Goles |
| ---------------------------------------------- | --------------- | ------------------ | ----- |
| 1                                              | Fernando Curcio | Malacateco         | 13    |
| 2                                              | Edison Aguilar  | Peñarol La Mesilla | 12    |
| 3                                              | Oscar Isaula    | Aurora             | 11    |
| 3                                              | Edgar Arriaza   | Antigua GFC        | 11    |
| Actualizado el 3 de mayo de 2009. * Goleadores |                 |                    |       |

### Tabla Acumulada
La tabla acumulada es el resultado de la suma de los puntos obtenidos por cada equipo en los torneos Apertura 2008 y el Clausura 2009. El equipo que termine último al final del torneo Clausura 2009 será relegado a la Segunda División. El equipo que termine último al final del torneo Clausura 2009 será relegado a la Segunda División y el equipo que termine penúltimo jugara un repechaje contra el penúltimo equipo del Grupo B, el ganador mantendrá la categoría mientras el perdedor será relegado a la segunda división.
Posiciones finales
| Tabla General Temporada 2008-2009 |                    |     |    |    |    |    |    |    |     |
| Pos.                              | Equipo             | PTS | JJ | JG | JE | JP | GF | GC | DG  |
| 1                                 | Peñarol La Mesilla | 70  | 36 | 20 | 10 | 6  | 64 | 35 | +29 |
| 2                                 | Malacateco         | 64  | 36 | 18 | 10 | 8  | 44 | 28 | +16 |
| 3                                 | Juventud Retalteca | 62  | 36 | 19 | 5  | 12 | 55 | 39 | +16 |
| 4                                 | San Pedro          | 59  | 36 | 18 | 5  | 13 | 60 | 51 | +9  |
| 5                                 | Antigua GFC        | 47  | 36 | 13 | 8  | 15 | 57 | 62 | -5  |
| 6                                 | Aurora             | 44  | 36 | 11 | 11 | 14 | 50 | 48 | +2  |
| 7                                 | Coatepeque         | 42  | 36 | 11 | 9  | 16 | 46 | 57 | -11 |
| 8                                 | Nueva Concepción   | 38  | 36 | 11 | 5  | 20 | 53 | 71 | -18 |
| 9                                 | Amatitlán          | 38  | 36 | 10 | 8  | 18 | 36 | 57 | -21 |
| 10                                | La Gomera          | 36  | 36 | 9  | 9  | 18 | 55 | 67 | -12 |

| PTS – Puntos ; JJ - Juegos Jugados; JG - Juegos Ganados; JE - Juegos Empatados; JP - Juegos Perdidos; GA – Goles a Favor; GE – Goles en Contra; GD – Diferencia de Goles |

Actualizado el 4 de mayo de 2009. * Tabla Acumulada
- Jugó repechaje para mantener la categoría
- Descendió a la Segunda División

### Grupo "B"
Posiciones finales
| Tabla de Clasificación (general) |                |     |    |    |    |    |    |    |     |
| Pos.                             | Equipo         | PTS | JJ | JG | JE | JP | GF | GC | DG  |
| 1                                | Universidad SC | 35  | 18 | 11 | 2  | 5  | 31 | 9  | +22 |
| 2                                | Mixco          | 32  | 18 | 10 | 2  | 6  | 21 | 15 | +6  |
| 3                                | Achuapa        | 30  | 18 | 10 | 0  | 8  | 26 | 29 | -3  |
| 4                                | Guastatoya     | 29  | 18 | 9  | 2  | 7  | 25 | 23 | +2  |
| 5                                | Mictlán        | 27  | 18 | 8  | 3  | 7  | 28 | 25 | +3  |
| 6                                | Cobán Imperial | 25  | 18 | 7  | 4  | 7  | 27 | 23 | +4  |
| 7                                | Sacachispas    | 22  | 18 | 6  | 4  | 8  | 26 | 24 | +2  |
| 8                                | Sanarate       | 20  | 18 | 5  | 5  | 8  | 25 | 36 | -11 |
| 9                                | San Benito     | 18  | 18 | 4  | 6  | 8  | 13 | 28 | -15 |
| 10                               | Carchá         | 17  | 18 | 5  | 2  | 11 | 20 | 30 | -10 |

| PTS – Puntos ; JJ – Juegos Jugados; JG - Juegos Ganados; JE - Juegos Empatados; JP - Juegos Perdidos; GA – Goles a Favor; GE – Goles en Contra; DG - Diferencia de Goles |

Actualizado el 3 de mayo de 2009. * 1a. Div. Grupo B
- Clasificados a la fase final

#### Goleadores
Posiciones finales
| Posiciones                                     | Jugador              | Club           | Goles |
| ---------------------------------------------- | -------------------- | -------------- | ----- |
| 1                                              | Carlos Kamiani Félix | Universidad SC | 15    |
| 2                                              | Porfirio García      | Mictlán        | 13    |
| 3                                              | José Dos Santos      | Cobán Imperial | 8     |
| Actualizado el 3 de mayo de 2009. * Goleadores |                      |                |       |

### Tabla Acumulada
La tabla acumulada es el resultado de la suma de los puntos obtenidos por cada equipo en los torneos Apertura 2008 y el Clausura 2009. El equipo que termine último al final del torneo Clausura 2009 será relegado a la Segunda División y el equipo que termine penúltimo jugara un repechaje contra el penúltimo equipo del Grupo A, el ganador mantendrá la categoría mientras el perdedor será relegado a la segunda división.
Posiciones finales
| Tabla General Temporada 2008-2009 |                |     |    |    |    |    |    |    |     |
| Pos.                              | Equipo         | PTS | JJ | JG | JE | JP | GF | GC | DG  |
| 1                                 | Universidad SC | 72  | 36 | 22 | 6  | 8  | 63 | 27 | +36 |
| 2                                 | Mixco          | 64  | 36 | 18 | 10 | 8  | 44 | 28 | +16 |
| 3                                 | Mictlán        | 61  | 36 | 17 | 10 | 9  | 55 | 38 | +17 |
| 4                                 | Guastatoya     | 56  | 36 | 16 | 8  | 12 | 55 | 52 | +3  |
| 5                                 | Sacachispas    | 45  | 36 | 12 | 9  | 15 | 54 | 51 | +3  |
| 6                                 | Achuapa        | 45  | 36 | 13 | 6  | 17 | 48 | 61 | -13 |
| 7                                 | Carchá         | 44  | 36 | 11 | 11 | 14 | 48 | 48 | -0  |
| 8                                 | Cobán Imperial | 43  | 36 | 10 | 13 | 13 | 53 | 50 | +3  |
| 9                                 | San Benito     | 34  | 36 | 8  | 10 | 18 | 32 | 62 | -30 |
| 10                                | Sanarate       | 30  | 36 | 7  | 9  | 20 | 42 | 77 | -35 |

| PTS – puntos ganados; JJ – juegos jugados; JG - juegos ganados; JE - juegos empatados; JP - juegos perdidos; GA – goles afavor; GE – goles en contra; DG – differencia de goles |

Actualizado el 4 de mayo de 2009. * Tabla Acumulada
- Jugó repechaje para mantener la categoría
- Descendió a la Segunda División

## Repechaje
El repechaje es una serie de dos partidos, un partido de ida y otro de vuelta entre los penúltimos lugares en la tabla acumulada del Grupo A y del Grupo B, el ganador de esta serie mantendrá la categoría mientras el perdedor será relegado a la segunda división.
| Fecha              | Local      | Resultado   | Visitante      |
| 10 de mayo de 2009 | San Benito | 2-0         | Amatitlán      |
| 17 de mayo de 2009 | Amatitlán  | 2-0 (11-12) | San Benito (p) |
| ------------------ | ---------- | ----------- | -------------- |

- San Benito mantiene la categoría y Amatitlán es relegado a la segunda división.

## Fase final
|  | Cuartos de final         | Cuartos de final         | Cuartos de final         |   |                | Semifinales                | Semifinales                | Semifinales                |  |  | Final                   | Final                   | Final                   |
|  | 6 de mayo - 9/10 de mayo | 6 de mayo - 9/10 de mayo | 6 de mayo - 9/10 de mayo |   |                | 13 de mayo - 16/20 de mayo | 13 de mayo - 16/20 de mayo | 13 de mayo - 16/20 de mayo |  |  | 24 de mayo - 31 de mayo | 24 de mayo - 31 de mayo | 24 de mayo - 31 de mayo |
|  |                          |                          |                          |   |                |                            |                            |                            |  |  |                         |                         |                         |
|  | Universidad SC           | 2                        | 3                        |   |                |                            |                            |                            |  |  |                         |                         |                         |
|  | Aurora                   | 0                        | 0                        |   |                |                            |                            |                            |  |  |                         |                         |                         |
|  | Aurora                   | 0                        | 0                        |   | Universidad SC | 0                          | 3                          |                            |  |  |                         |                         |                         |
|  |                          |                          |                          |   | Universidad SC | 0                          | 3                          |                            |  |  |                         |                         |                         |
|  |                          | Juventud Retalteca       | 2                        | 1 |                |                            |                            |                            |  |  |                         |                         |                         |
|  | Mixco                    | Juventud Retalteca       | 2                        | 1 | 1              | 1                          |                            |                            |  |  |                         |                         |                         |
|  | Mixco                    |                          |                          |   | 1              | 1                          |                            |                            |  |  |                         |                         |                         |
|  | Juventud Retalteca       | 2                        | 2                        |   |                |                            |                            |                            |  |  |                         |                         |                         |
|  |                          |                          |                          |   |                |                            |                            |                            |  |  | Juventud Retalteca      | 4                       | 4                       |
|  |                          |                          | Peñarol La Mesilla       | 2 | 5              |                            |                            |                            |  |  |                         |                         |                         |
|  | Malacateco               | 0                        | 2                        |   |                |                            |                            |                            |  |  |                         |                         |                         |
|  | Achuapa                  | 0                        | 1                        |   |                |                            |                            |                            |  |  |                         |                         |                         |
|  | Achuapa                  | 0                        | 1                        |   | Malacateco     | (0)                        | 1                          |                            |  |  |                         |                         |                         |
|  |                          |                          |                          |   | Malacateco     | (0)                        | 1                          |                            |  |  |                         |                         |                         |
|  |                          | Peñarol La Mesilla       | (0)                      | 2 |                |                            |                            |                            |  |  |                         |                         |                         |
|  | Peñarol La Mesilla       | Peñarol La Mesilla       | (0)                      | 2 | 1              | 2                          |                            |                            |  |  |                         |                         |                         |
|  | Peñarol La Mesilla       |                          |                          |   | 1              | 2                          |                            |                            |  |  |                         |                         |                         |
|  | Guastatoya               | 0                        | 1                        |   |                |                            |                            |                            |  |  |                         |                         |                         |

Actualizado el 31 de mayo de 2009. * 1a. Div. Fase Final
| Primera División Campeón Clausura 2009 Juventud Retalteca Primer título |

## Ascenso
Este año se disputarán tres puestos para ascender de categoría, el Campeón del Apertura jugara un partido contra el subcampeón del Clausura, mientras el campeón del Clausura jugara un partido contra el Subcampeón del Apertura, los ganadores de cada partido, se adjudicaran dos de los tres puestos y ascenderán a la Liga Nacional de Guatemala, mientras los perdedores jugaran una serie de dos partidos, un partido de ida y otro de vuelta, el ganador se adjudicara el tercer puesto y ascenderá a la Liga Nacional de Guatemala, mientras el perdedor seguirá en la Primera División de Guatemala.

### Primer puesto de ascenso
| Fecha              | Campeón Clausura 2009 | Resultado | Subcampeón Apertura 2008 |
| ------------------ | --------------------- | --------- | ------------------------ |
| 6 de junio de 2009 | Juventud Retalteca    | 1–2       | Universidad SC           |

- Universidad SC ganó el primer puesto de ascenso y jugara el próximo torneo (Apertura 2009) en la Liga Nacional de Guatemala, mientras Juventud Retalteca jugara por el tercer puesto de ascenso contra San Pedro.

### Segundo puesto de ascenso
| Fecha              | Campeón Apertura 2008 | Resultado | Subcampeón Clausura 2009 |
| ------------------ | --------------------- | --------- | ------------------------ |
| 6 de junio de 2009 | San Pedro             | 0–1       | Peñarol La Mesilla       |

- Peñarol La Mesilla ganó el segundo puesto de ascenso y jugara el próximo torneo (Apertura 2009) en la Liga Nacional de Guatemala, mientras San Pedro jugara por el tercer puesto de ascenso contra Juventud Retalteca.

### Tercer puesto de ascenso
| Fecha               | Local              | Resultado | Visitante          |
| ------------------- | ------------------ | --------- | ------------------ |
| 14 de junio de 2009 | San Pedro          | 3 – 1     | Juventud Retalteca |
| 24 de junio de 2009 | Juventud Retalteca | 2 – 0     | San Pedro          |

- Juventud Retalteca ganó el tercer puesto, por gol de visitante y jugara el próximo torneo (Apertura 2009) en la Liga Nacional de Guatemala, mientras San Pedro jugara otro año más en la Primera División de Guatemala.

Actualizado el 25 de junio de 2009. * Ascensos